# تیم ملی فوتبال زنان اسرائیل
تیم ملی فوتبال زنان اسرائیل (به عبری: נבחרת ישראל בכדורגל לנשים) نمایندهٔ فوتبال زنان کشور اسرائیل در رده ملی است. این تیم در سال ۱۹۹۷ میلادی تأسیس شد. فوتبال زنان در اسرائیل به‌طور وارونه و ابتدا از تأسیس تیم ملی و دو سال پس از آن اولین دوره لیگ زنان در این کشور شروع به کار کرد. فوتبال زنان در اسرائیل از عدم سرمایه‌گذاری رنج می‌برد.

## تاریخچه
فوتبال زنان در اسرائیل برای اولین بار در سال ۱۹۷۰ ظاهر شد و چندین باشگاه در سال‌های بعد تشکیل شد. با این حال، این باشگاه‌ها، به جز م.ی.ل. ن (معادون اسرائیلی لکادورگل ناشیم (به عبری: מועדון ישראלי לכדורגל נשים، روشن. باشگاه اسراییلی برای مسابقات فوتبال زنان در خارج از کشور و بازی کردن در خارج از کشور)، جمع شدند. در این دوره، تیمی به نمایندگی از اسرائیل در دیداری مقابل هلند بازی کرد و با نتیجه ۰–۱۲ شکست خورد.
در سال ۱۹۹۷ و به دنبال دستورات فیفا، یوفا یک تیم ملی زنان را جلوتر از جام جهانی فوتبال زنان ۱۹ تأسیس کرد. رونی اشنایدر به عنوان سرمربی تیم منصوب شد و بر یک سری محاکمه‌ها نظارت داشت که منجر به ترکیب ۲۶ زن شد که اولین بازی رسمی خود را در ۲ نوامبر ۱۹۹۷ مقابل رومانی انجام داد. تا آوریل ۲۰۱۵، تیم ملی ۹۵ بازی (۳۱ برد، ۷ تساوی، ۵۷ باخت) انجام داد و ۱۱۱ گل به ثمر رساند. این تیم هنوز در جام جهانی یا یورو زنان حضور نداشته است.